# Şükrü Saracoğlu

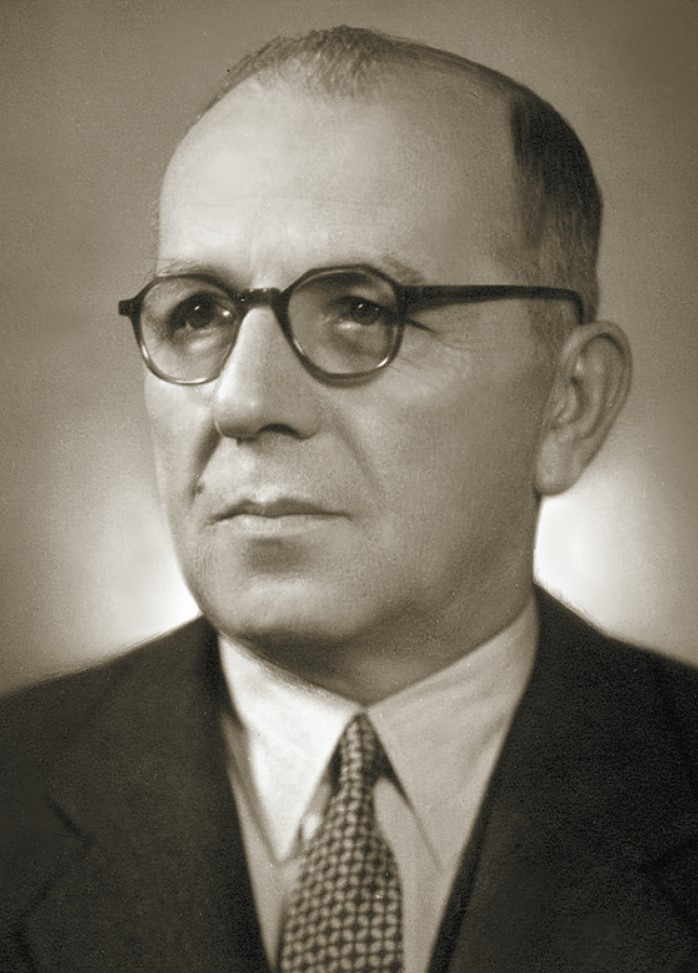
Şükrü Saracoğlu

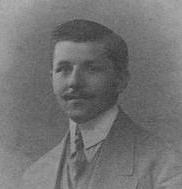
Saracoğlu in seiner Jugend

Mehmet Şükrü Saracoğlu (* 1. Januar 1887 in Ödemiş, Izmir, Osmanisches Reich; † 27. Dezember 1953 in Istanbul) war ein türkischer Politiker. Er bekleidete von 1942 bis 1946 das Amt des Ministerpräsidenten der Türkei. Außerdem war er Vorsitzender der Cumhuriyet Halk Partisi (CHP).

## Leben
Şükrü Saracoğlu wurde in Ödemiş, einer Stadt in der Provinz Izmir, geboren und absolvierte dort die Grund- und Mittelschule. Er bekam 1914 ein Stipendium in Belgien, musste jedoch wegen des Ersten Weltkriegs in die Türkei nach Izmir zurückkehren.
Von 1934 bis 1950 war er der Präsident des Istanbuler Fußballvereins Fenerbahçe Istanbul und damit der zweitlängstdienende nach Aziz Yıldırım der Vereinsgeschichte. Nach ihm ist das Stadion des Clubs benannt.

## Amtszeit
In der Regierung Fethi Okyars diente er 1925 bis zum Rücktritt Okyars als Bildungsminister. 1927 war er Finanzminister unter İsmet İnönü, 1933 Justizminister, 1938 bis 1942 unter Celal Bayar und Refik Saydam Außenminister. Nach dem Tod Saydams war Saracoğlu vom 9. Juli 1942 bis zum 7. August 1946 Ministerpräsident der Türkei und auch Vorsitzender der CHP. Seine pro-deutsche Außenpolitik führte dazu, dass die türkisch-sowjetischen Beziehungen drastisch verschlechtert wurden. Dementsprechend war die erste Regierung von Saracoğlu in der Innenpolitik autoritär und ultra-nationalistisch, obwohl das Bildungsministerium von Hasan Âli Yücel, einem linken Kemalisten, geleitet wurde. Ein nationalistisch geprägter Turanismus wurde in das Regierungsprogramm aufgenommen. Im Programm der ersten Regierung von Saracoğlu betonte er diese nationalistische Haltung mit folgenden Worten:
„Freunde! Wir sind Türken, Türkisten und wir werden Türkisten bleiben. Türkismus ist für uns nicht nur eine Blutsache, sondern auch eine Frage des Glaubens und der Kultur.“
Die Varlık Vergisi (dt.: Vermögenssteuer), die von der Regierung Saracoğlus erhoben wurde, wirkte sich vor allem für die Minderheiten desaströs aus.
Im Zweiten Weltkrieg (in dem die Türkei bis zum Februar 1945 neutral blieb) unterzeichnete Saracoğlu den Deutsch-türkischen Freundschaftsvertrag und äußerte sich positiv über das nationalsozialistische Deutschland.
Nach den Parlamentswahlen in der Türkei am 21. Mai 1946 wurde – am 7. August 1946 – Recep Peker (1889–1950) türkischer Ministerpräsident und damit Nachfolger von Saracoğlu.